# Hörsaalzentrum der TU Dresden

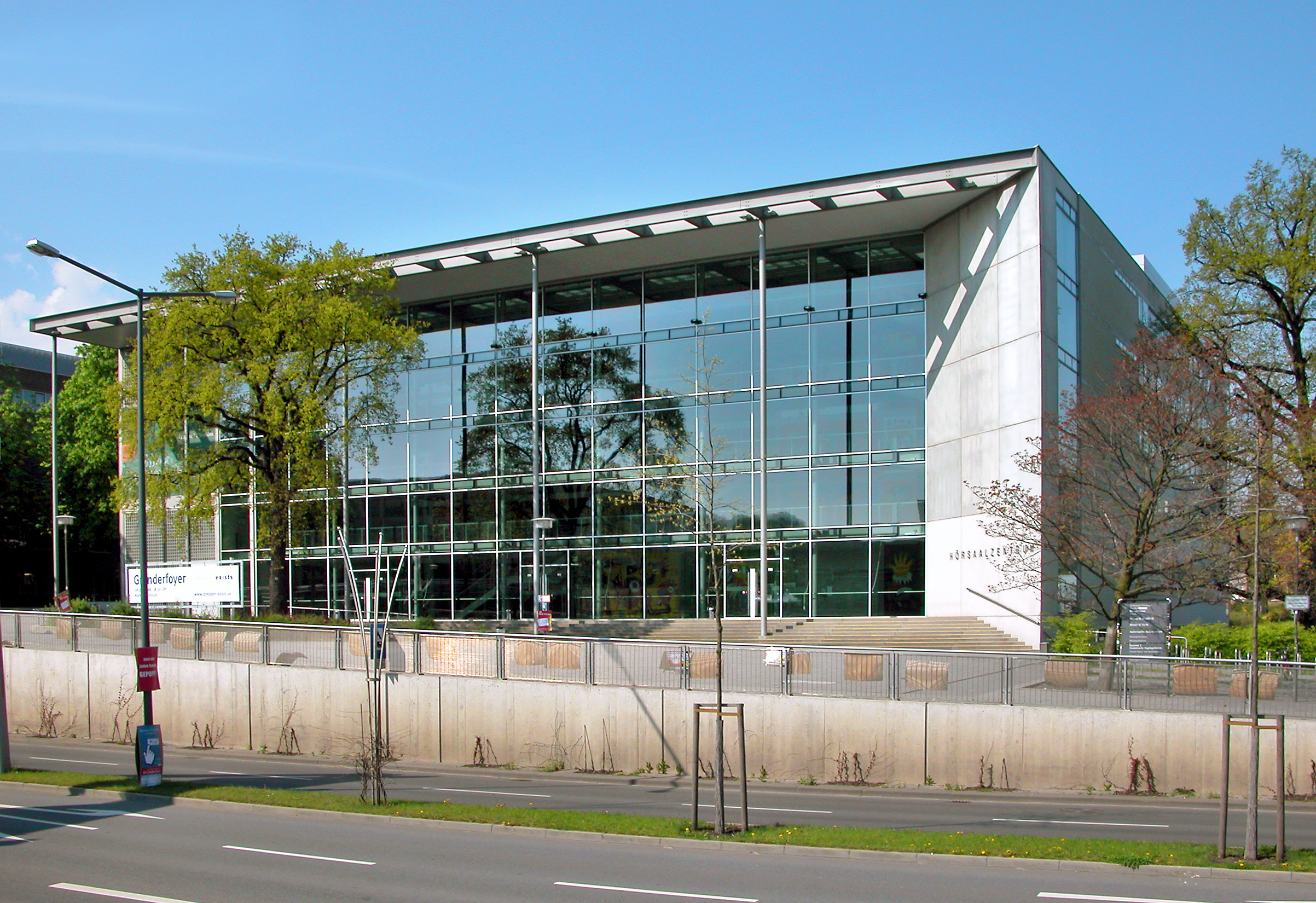
Hörsaalzentrum der TU Dresden, vom Fritz-Foerster-Platz aus

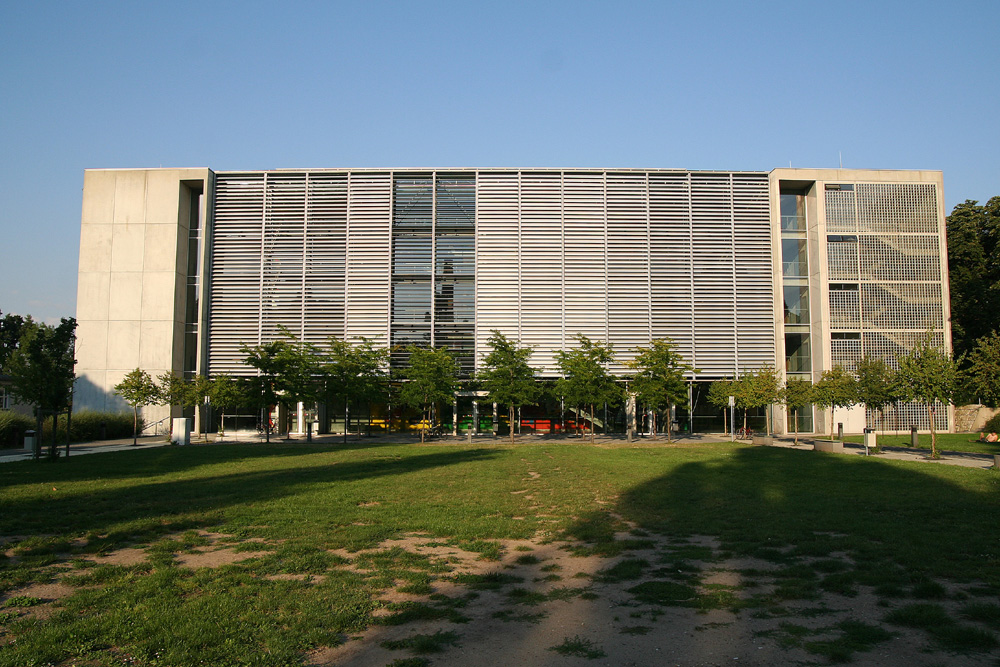
Westseite des Gebäudes

Das Hörsaalzentrum der TU Dresden (HSZ) befindet sich an der Bergstraße 64 in Dresden. Bemerkenswert ist die Eingangshalle mit einer transparenten Glasfassade und einer offenliegenden Stahlskelettkonstruktion.

## Beschreibung

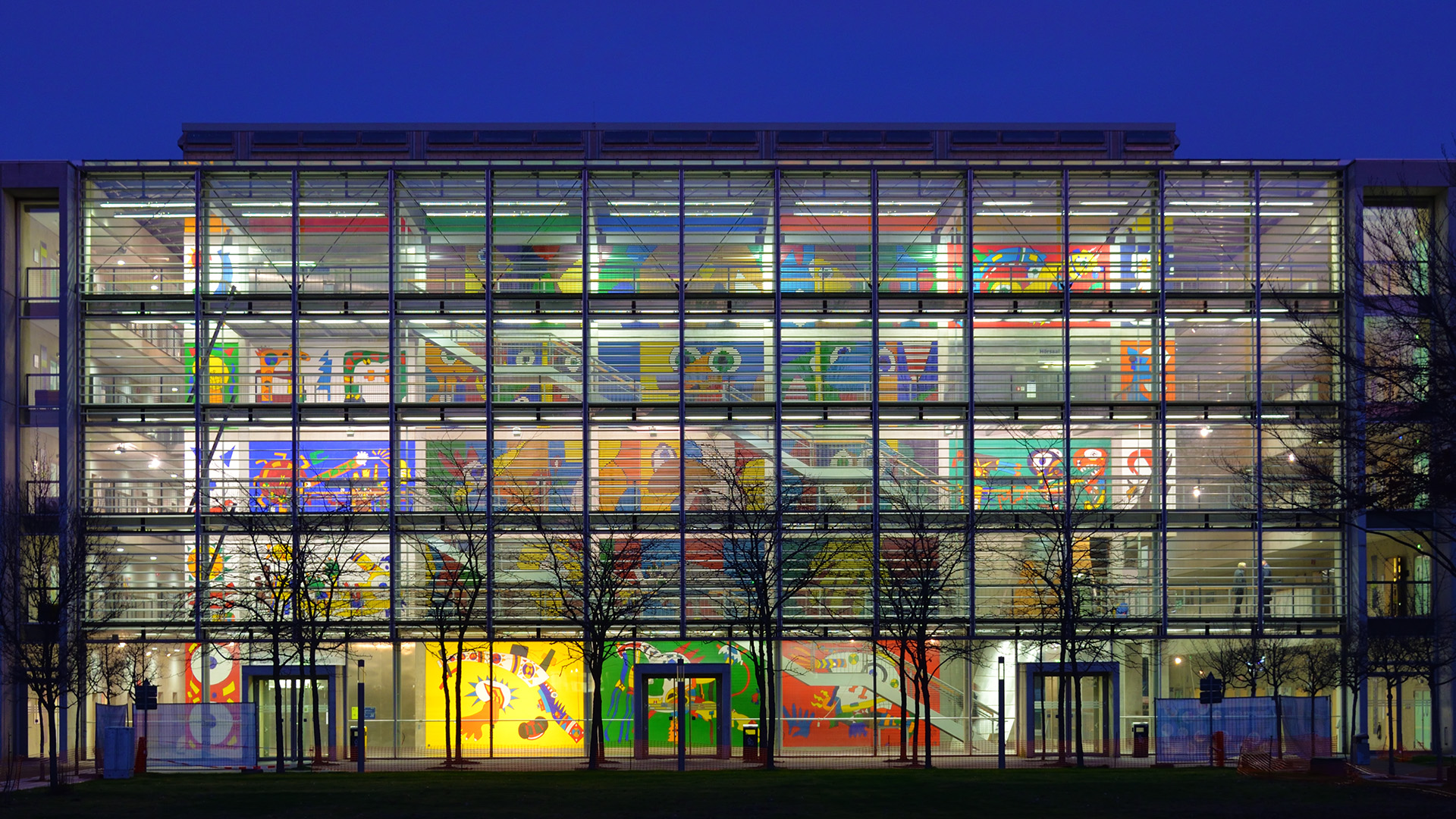
Mittelteil der Westseite

Mit einer deutlichen Vergrößerung der TU Dresden nach der Wende waren bauliche Verbesserungen an den Universitätsgebäuden notwendig geworden. Das neue Hörsaalzentrum sei dafür „ein besonders schönes Beispiel“.
Der Bau wurde nach Plänen der Architekten Klein & Sänger in Zusammenarbeit mit Dömges + Partner vom Freistaat Sachsen als Bauherrn errichtet und im Jahr 1998 fertiggestellt.
Das Gebäude besteht aus einem Süd- und Nordflügel. Das Hörsaalzentrum ist ein „zentraler Kubus“, der insgesamt sechs Hörsäle umfasst. Der Hörsaal 1 im Erdgeschoss, das Auditorium maximum, welches 977 Plätze hat, ist dabei der größte Hörsaal Sachsens. Der Hörsaal 2, seit November 2012 Alfred-Post-Hörsaal, ist darunter angeordnet und hat ca. 550 Plätze. Über dem Audimax sind die beiden Hörsäle 3 und 4 nebeneinander angeordnet. Diese haben ca. 600 und 450 Plätze. Neben diesen vier großen Hörsälen beherbergt das HSZ noch zwei kleinere Hörsäle, zehn Seminarräume und einen Zeichensaal.  Die Glasfassade des Baus dient gleichzeitig als Haupteingang. Als Kubus mit Glasfassade reiht sich dieser Bau in die Nachfolge anderer „schlichter Stahl-Glas-Kubus“-Bauten in Dresden, wie dem Plenarsaal des sächsischen Landtags oder der Mensa der Offizierschule des Heeres, ein.
Eingangshalle, Foyer und Treppenhaus des Hörsaalzentrums sind durch Wandgemälde „Fragmente der Technischen Revolution“ von Michael Fischer-Art ausgestaltet.